# Poecilia sphenops
Poecilia sphenops es un pez de la familia poeciliidae en el orden de los ciprinodontiformes.

## Morfología
Los  machos pueden alcanzar los 6 cm de longitud total y las  hembras los 10.
Su dimorfismo sexual es muy evidente: las hembras son de mayor tamaño que los machos; mientras que estos son más alargados, tienen las aletas más desarrolladas y presentan un gonopodio.

## Alimentación
Es omnívoro, puede alimentarse de cualquier tipo de alimento: vivo, desecado, escamas, etc. Para esta especie es necesaria una fuente de alimento de origen vegetal. En el caso de los alevines la alimentación consiste en alimento desecado para alevines y pequeñas pulgas de agua, aunque también aceptan escamas trituradas.

## Comportamiento
Su comportamiento es pacífico en general, sin embargo, los machos adultos pueden volverse territoriales con otros peces del
acuario. Debe mantenerse en grupos que estén compuestos por un macho y de 3 a 5 hembras. Esta especie realiza una actividad de limpieza de las algas del acuario. Es una especie apropiada para un acuario comunitario en el que conviva con otras especies pacíficas de similar tamaño.

## Requerimientos de la especie
Es una especie de agua dulce. Acepta temperaturas entre los 19 y los 30 °C, siendo lo ideal entre 22 y 28 °C. El agua debe ser algo dura y tener un ph comprendido entre 7'0 y 7'5. Debido a su tamaño, estos peces son aptos para acuarios de diversos tamaños, desde pequeños a grandes, siempre que tengan espacio suficiente para nadar con libertad. Se recomienda que el acuario esté bien plantado para que las hembras puedan refugiarse cuando vayan a parir y para que se escondan los alevines.

## Distribución geográfica
Se encuentran desde México hasta Colombia. Ambas vertientes; en la atlántica, desde Nautla y la cuenca del  río  Coatzacoalcos,  Veracruz, y en la cuenca alta del río Grijalva, Chiapas; en la pacíﬁca, de la cuenca del río Verde, Oaxaca, hasta Guatemala y aun más al sur.